# Girls Girls Girls (album)
Pour les articles homonymes, voir Girls Girls Girls.
Albums de Elvis Costello
Out of Our Idiot
(1987) Spike
(1989)
Girls Girls Girls (parfois appelé Girls! Girls! Girls! ou encore Girls +£÷ Girls =$& Girls selon la typographie de la pochette de l'album) est une compilation d'Elvis Costello sortie en 1989 sur le label Columbia Records et reprenant des chansons sorties sur la période 1977-86. Costello a fait lui-même le choix des chansons, et le livret de l'album contient un grand nombre d'informations écrites par Costello lui-même. L'album est sorti aux formats CD, LP et cassette, chaque version comprenant des différences sur le choix des pistes.

## Liste des pistes

### CD

#### Disque 1
| No  | Titre                                | Auteur | Durée |
| --- | ------------------------------------ | ------ | ----- |
| 1.  | Watching the Detectives              |        |       |
| 2.  | I Hope You're Happy Now              |        |       |
| 3.  | This Year's Girl                     |        |       |
| 4.  | Lover's Walk                         |        |       |
| 5.  | Pump It Up                           |        |       |
| 6.  | Strict Time                          |        |       |
| 7.  | Temptation                           |        |       |
| 8.  | (I Don't Want to Go to) Chelsea      |        |       |
| 9.  | High Fidelity                        |        |       |
| 10. | Lovable                              |        |       |
| 11. | Mystery Dance                        |        |       |
| 12. | Big Tears                            |        |       |
| 13. | Uncomplicated                        |        |       |
| 14. | Lipstick Vogue                       |        |       |
| 15. | Man Out of Time                      |        |       |
| 16. | Brilliant Mistake                    |        |       |
| 17. | New Lace Sleeves                     |        |       |
| 18. | Accidents Will Happen                |        |       |
| 19. | Beyond Belief                        |        |       |
| 20. | Black and White World                |        |       |
| 21. | Green Shirt                          |        |       |
| 22. | The Loved Ones                       |        |       |
| 23. | New Amsterdam                        |        |       |
| 24. | (The Angels Wanna Wear My) Red Shoes |        |       |
| 25. | King Horse                           |        |       |
| 26. | Big Sister's Clothes                 |        |       |

#### Disque 2
| No  | Titre                       | Auteur | Durée |
| --- | --------------------------- | ------ | ----- |
| 1.  | Alison                      |        |       |
| 2.  | Men Called Uncle            |        |       |
| 3.  | Party Girl                  |        |       |
| 4.  | Shabby Doll                 |        |       |
| 5.  | Motel Matches               |        |       |
| 6.  | Tiny Steps                  |        |       |
| 7.  | Almost Blue                 |        |       |
| 8.  | Riot Act                    |        |       |
| 9.  | Love Field                  |        |       |
| 10. | Possession                  |        |       |
| 11. | Poisoned Rose               |        |       |
| 12. | Indoor Fireworks            |        |       |
| 13. | I Want You (single version) |        |       |
| 14. | Oliver's Army               |        |       |
| 15. | Pills and Soap              |        |       |
| 16. | Sunday's Best               |        |       |
| 17. | Watch Your Step             |        |       |
| 18. | Less Than Zero              |        |       |
| 19. | Clubland                    |        |       |
| 20. | Tokyo Storm Warning         |        |       |
| 21. | Shipbuilding                |        |       |

### LP

#### Disque 1: Face A
| No | Titre                           | Auteur | Durée |
| -- | ------------------------------- | ------ | ----- |
| 1. | Watching the Detectives         |        |       |
| 2. | I Hope You're Happy Now         |        |       |
| 3. | Pump It Up                      |        |       |
| 4. | Lover's Walk                    |        |       |
| 5. | Temptation                      |        |       |
| 6. | Lovable                         |        |       |
| 7. | (I Don't Want to Go to) Chelsea |        |       |
| 8. | High Fidelity                   |        |       |
| 9. | Lipstick Vogue                  |        |       |

#### Disque 1: Face B
| No | Titre                                | Auteur | Durée |
| -- | ------------------------------------ | ------ | ----- |
| 1. | Man Out of Time                      |        |       |
| 2. | Brilliant Mistake                    |        |       |
| 3. | New Lace Sleeves                     |        |       |
| 4. | King Horse                           |        |       |
| 5. | Green Shirt                          |        |       |
| 6. | (The Angels Wanna Wear My) Red Shoes |        |       |
| 7. | Beyond Belief                        |        |       |

#### Disque 2: Face A
| No | Titre                       | Auteur | Durée |
| -- | --------------------------- | ------ | ----- |
| 1. | Alison                      |        |       |
| 2. | Indoor Fireworks            |        |       |
| 3. | Party Girl                  |        |       |
| 4. | Almost Blue                 |        |       |
| 5. | Riot Act                    |        |       |
| 6. | Poisoned Rose               |        |       |
| 7. | I Want You (single version) |        |       |
| 8. | I'll Wear It Proudly        |        |       |

#### Disque 2: Face B
| No | Titre                 | Auteur | Durée |
| -- | --------------------- | ------ | ----- |
| 1. | Oliver's Army         |        |       |
| 2. | Pills and Soap        |        |       |
| 3. | Stranger in the House |        |       |
| 4. | Clubland              |        |       |
| 5. | Tokyo Storm Warning   |        |       |
| 6. | Shipbuilding          |        |       |

### Cassette

#### Cassette 1: Face A
| No  | Titre                                     | Auteur | Durée |
| --- | ----------------------------------------- | ------ | ----- |
| 1.  | Watching the Detectives                   |        |       |
| 2.  | I Hope You're Happy Now                   |        |       |
| 3.  | This Year's Girl                          |        |       |
| 4.  | Strict Time                               |        |       |
| 5.  | Pump It Up                                |        |       |
| 6.  | Lover's Walk                              |        |       |
| 7.  | Temptation                                |        |       |
| 8.  | Honey, Are You Straight or Are You Blind? |        |       |
| 9.  | Lovable                                   |        |       |
| 10. | Girls Talk                                |        |       |
| 11. | Mystery Dance                             |        |       |
| 12. | (I Don't Want to Go to) Chelsea           |        |       |
| 13. | High Fidelity                             |        |       |
| 14. | Big Tears                                 |        |       |
| 15. | Lipstick Vogue                            |        |       |
| 16. | Poor Napoleon                             |        |       |

#### Cassette 1: Face B
| No  | Titre                                | Auteur | Durée |
| --- | ------------------------------------ | ------ | ----- |
| 1.  | Man Out of Time                      |        |       |
| 2.  | Brilliant Mistake                    |        |       |
| 3.  | New Lace Sleeves                     |        |       |
| 4.  | Accidents Will Happen                |        |       |
| 5.  | Home Is Anywhere You Hang Your Head  |        |       |
| 6.  | The Loved Ones                       |        |       |
| 7.  | King Horse                           |        |       |
| 8.  | Green Shirt                          |        |       |
| 9.  | Turning the Town Red                 |        |       |
| 10. | New Amsterdam                        |        |       |
| 11. | (The Angels Wanna Wear My) Red Shoes |        |       |
| 12. | Beyond Belief                        |        |       |
| 13. | Sleep of the Just                    |        |       |

#### Cassette 2: Face A
| No  | Titre                       | Auteur | Durée |
| --- | --------------------------- | ------ | ----- |
| 1.  | Alison                      |        |       |
| 2.  | Shabby Doll                 |        |       |
| 3.  | Our Little Angel            |        |       |
| 4.  | The Long Honeymoon          |        |       |
| 5.  | Men Called Uncle            |        |       |
| 6.  | Almost Blue                 |        |       |
| 7.  | Riot Act                    |        |       |
| 8.  | Crimes of Paris             |        |       |
| 9.  | Poisoned Rose               |        |       |
| 10. | I Want You (single version) |        |       |
| 11. | Jack of All Parades         |        |       |

#### Cassette 2: Face B
| No  | Titre                  | Auteur | Durée |
| --- | ---------------------- | ------ | ----- |
| 1.  | Oliver's Army          |        |       |
| 2.  | Little Palaces         |        |       |
| 3.  | Pills and Soap         |        |       |
| 4.  | Night Rally            |        |       |
| 5.  | American Without Tears |        |       |
| 6.  | Watch Your Step        |        |       |
| 7.  | Suit of Lights         |        |       |
| 8.  | Clubland               |        |       |
| 9.  | Tokyo Storm Warning    |        |       |
| 10. | Shipbuilding           |        |       |
| 11. | Clowntime Is Over      |        |       |